# Danh sách tiểu hành tinh: 27201–27300
| Tên                 | Tên đầu tiên | Ngày phát hiện       | Nơi phát hiện                      | Người phát hiện          |
| ------------------- | ------------ | -------------------- | ---------------------------------- | ------------------------ |
| 27201 -             | 1999 CR70    | 12 tháng 2 năm 1999  | Socorro                            | LINEAR                   |
| 27202 -             | 1999 CU70    | 12 tháng 2 năm 1999  | Socorro                            | LINEAR                   |
| 27203 -             | 1999 CR74    | 12 tháng 2 năm 1999  | Socorro                            | LINEAR                   |
| 27204 -             | 1999 CY74    | 12 tháng 2 năm 1999  | Socorro                            | LINEAR                   |
| 27205 -             | 1999 CY75    | 12 tháng 2 năm 1999  | Socorro                            | LINEAR                   |
| 27206 -             | 1999 CZ80    | 12 tháng 2 năm 1999  | Socorro                            | LINEAR                   |
| 27207 -             | 1999 CD97    | 10 tháng 2 năm 1999  | Socorro                            | LINEAR                   |
| 27208 Jennyliu      | 1999 CF104   | 12 tháng 2 năm 1999  | Socorro                            | LINEAR                   |
| 27209 -             | 1999 CN105   | 12 tháng 2 năm 1999  | Socorro                            | LINEAR                   |
| 27210 -             | 1999 CZ105   | 12 tháng 2 năm 1999  | Socorro                            | LINEAR                   |
| 27211 -             | 1999 CO106   | 12 tháng 2 năm 1999  | Socorro                            | LINEAR                   |
| 27212 -             | 1999 CW106   | 12 tháng 2 năm 1999  | Socorro                            | LINEAR                   |
| 27213 -             | 1999 CA110   | 12 tháng 2 năm 1999  | Socorro                            | LINEAR                   |
| 27214 -             | 1999 CE117   | 12 tháng 2 năm 1999  | Socorro                            | LINEAR                   |
| 27215 -             | 1999 CK128   | 11 tháng 2 năm 1999  | Socorro                            | LINEAR                   |
| 27216 -             | 1999 CV136   | 9 tháng 2 năm 1999   | Kitt Peak                          | Spacewatch               |
| 27217 -             | 1999 CC154   | 14 tháng 2 năm 1999  | Anderson Mesa                      | LONEOS                   |
| 27218 -             | 1999 DS1     | 18 tháng 2 năm 1999  | Haleakala                          | NEAT                     |
| 27219 -             | 1999 EL      | 9 tháng 3 năm 1999   | Zeno                               | T. Stafford              |
| 27220 -             | 1999 FN25    | 19 tháng 3 năm 1999  | Socorro                            | LINEAR                   |
| 27221 -             | 1999 FA27    | 19 tháng 3 năm 1999  | Socorro                            | LINEAR                   |
| 27222 -             | 1999 FR34    | 19 tháng 3 năm 1999  | Socorro                            | LINEAR                   |
| 27223               | 1999 GC5     | 7 tháng 4 năm 1999   | Nachi-Katsuura                     | Y. Shimizu, T. Urata     |
| 27224 -             | 1999 GC9     | 10 tháng 4 năm 1999  | Anderson Mesa                      | LONEOS                   |
| 27225 -             | 1999 GB17    | 15 tháng 4 năm 1999  | Socorro                            | LINEAR                   |
| 27226 -             | 1999 GC17    | 15 tháng 4 năm 1999  | Socorro                            | LINEAR                   |
| 27227 -             | 1999 GB48    | 7 tháng 4 năm 1999   | Anderson Mesa                      | LONEOS                   |
| 27228 -             | 1999 JG11    | 9 tháng 5 năm 1999   | Đài thiên văn Zvjezdarnica Višnjan | K. Korlević              |
| 27229 -             | 1999 JX37    | 10 tháng 5 năm 1999  | Socorro                            | LINEAR                   |
| 27230 -             | 1999 JD50    | 10 tháng 5 năm 1999  | Socorro                            | LINEAR                   |
| 27231 -             | 1999 JM57    | 10 tháng 5 năm 1999  | Socorro                            | LINEAR                   |
| 27232 -             | 1999 JE122   | 13 tháng 5 năm 1999  | Socorro                            | LINEAR                   |
| 27233 Mahajan       | 1999 NP8     | 13 tháng 7 năm 1999  | Socorro                            | LINEAR                   |
| 27234 -             | 1999 RC2     | 6 tháng 9 năm 1999   | Catalina                           | CSS                      |
| 27235 -             | 1999 RA46    | 7 tháng 9 năm 1999   | Socorro                            | LINEAR                   |
| 27236 Millermatt    | 1999 RU96    | 7 tháng 9 năm 1999   | Socorro                            | LINEAR                   |
| 27237 -             | 1999 RR102   | 8 tháng 9 năm 1999   | Socorro                            | LINEAR                   |
| 27238 Keenanmonks   | 1999 RL173   | 9 tháng 9 năm 1999   | Socorro                            | LINEAR                   |
| 27239 O'Dorney      | 1999 RW211   | 8 tháng 9 năm 1999   | Socorro                            | LINEAR                   |
| 27240 -             | 1999 TR36    | 12 tháng 10 năm 1999 | Anderson Mesa                      | LONEOS                   |
| 27241 Sunilpai      | 1999 TP93    | 2 tháng 10 năm 1999  | Socorro                            | LINEAR                   |
| 27242 -             | 1999 TN219   | 1 tháng 10 năm 1999  | Catalina                           | CSS                      |
| 27243 -             | 1999 UK24    | 28 tháng 10 năm 1999 | Catalina                           | CSS                      |
| 27244 Parthasarathy | 1999 VA34    | 3 tháng 11 năm 1999  | Socorro                            | LINEAR                   |
| 27245 -             | 1999 VJ149   | 14 tháng 11 năm 1999 | Socorro                            | LINEAR                   |
| 27246 -             | 1999 VU194   | 2 tháng 11 năm 1999  | Catalina                           | CSS                      |
| 27247 -             | 1999 VA200   | 5 tháng 11 năm 1999  | Catalina                           | CSS                      |
| 27248 -             | 1999 VN210   | 12 tháng 11 năm 1999 | Anderson Mesa                      | LONEOS                   |
| 27249 -             | 1999 WO8     | 28 tháng 11 năm 1999 | Gnosca                             | S. Sposetti              |
| 27250 -             | 1999 XB      | 1 tháng 12 năm 1999  | Socorro                            | LINEAR                   |
| 27251 -             | 1999 XG14    | 5 tháng 12 năm 1999  | Socorro                            | LINEAR                   |
| 27252 -             | 1999 XK14    | 5 tháng 12 năm 1999  | Socorro                            | LINEAR                   |
| 27253 Graceleanor   | 1999 XC28    | 6 tháng 12 năm 1999  | Socorro                            | LINEAR                   |
| 27254 Shubhrosaha   | 1999 XZ29    | 6 tháng 12 năm 1999  | Socorro                            | LINEAR                   |
| 27255 -             | 1999 XD34    | 6 tháng 12 năm 1999  | Socorro                            | LINEAR                   |
| 27256 -             | 1999 XF34    | 6 tháng 12 năm 1999  | Socorro                            | LINEAR                   |
| 27257 Tang-Quan     | 1999 XG34    | 6 tháng 12 năm 1999  | Socorro                            | LINEAR                   |
| 27258 Chelseavoss   | 1999 XF49    | 7 tháng 12 năm 1999  | Socorro                            | LINEAR                   |
| 27259 -             | 1999 XS136   | 13 tháng 12 năm 1999 | Fountain Hills                     | C. W. Juels              |
| 27260 -             | 1999 XF164   | 8 tháng 12 năm 1999  | Socorro                            | LINEAR                   |
| 27261 Yushiwang     | 1999 XS165   | 8 tháng 12 năm 1999  | Socorro                            | LINEAR                   |
| 27262 -             | 1999 XT184   | 12 tháng 12 năm 1999 | Socorro                            | LINEAR                   |
| 27263 Elainezhou    | 1999 XA193   | 12 tháng 12 năm 1999 | Socorro                            | LINEAR                   |
| 27264 Frankclayton  | 1999 XQ205   | 12 tháng 12 năm 1999 | Socorro                            | LINEAR                   |
| 27265 -             | 1999 XV233   | 4 tháng 12 năm 1999  | Anderson Mesa                      | LONEOS                   |
| 27266 -             | 1999 YH      | 16 tháng 12 năm 1999 | Socorro                            | LINEAR                   |
| 27267 Wiberg        | 1999 YH7     | 28 tháng 12 năm 1999 | Fair Oaks Ranch                    | J. V. McClusky           |
| 27268 -             | 1999 YS9     | 31 tháng 12 năm 1999 | Oizumi                             | T. Kobayashi             |
| 27269 -             | 2000 AB3     | 3 tháng 1 năm 2000   | San Marcello                       | M. Tombelli, A. Boattini |
| 27270 Guidotti      | 2000 AY4     | 2 tháng 1 năm 2000   | San Marcello                       | L. Tesi, A. Caronia      |
| 27271 -             | 2000 AD23    | 3 tháng 1 năm 2000   | Socorro                            | LINEAR                   |
| 27272 -             | 2000 AO31    | 3 tháng 1 năm 2000   | Socorro                            | LINEAR                   |
| 27273 -             | 2000 AT34    | 3 tháng 1 năm 2000   | Socorro                            | LINEAR                   |
| 27274 -             | 2000 AW38    | 3 tháng 1 năm 2000   | Socorro                            | LINEAR                   |
| 27275 -             | 2000 AB47    | 4 tháng 1 năm 2000   | Socorro                            | LINEAR                   |
| 27276 Davidblack    | 2000 AC54    | 4 tháng 1 năm 2000   | Socorro                            | LINEAR                   |
| 27277 Pattybrown    | 2000 AY55    | 4 tháng 1 năm 2000   | Socorro                            | LINEAR                   |
| 27278 -             | 2000 AU61    | 4 tháng 1 năm 2000   | Socorro                            | LINEAR                   |
| 27279 Boburan       | 2000 AW62    | 4 tháng 1 năm 2000   | Socorro                            | LINEAR                   |
| 27280 Manettedavies | 2000 AJ65    | 4 tháng 1 năm 2000   | Socorro                            | LINEAR                   |
| 27281 -             | 2000 AB68    | 4 tháng 1 năm 2000   | Socorro                            | LINEAR                   |
| 27282 Deborahday    | 2000 AX91    | 5 tháng 1 năm 2000   | Socorro                            | LINEAR                   |
| 27283 -             | 2000 AC92    | 5 tháng 1 năm 2000   | Socorro                            | LINEAR                   |
| 27284 Billdunbar    | 2000 AJ97    | 4 tháng 1 năm 2000   | Socorro                            | LINEAR                   |
| 27285 -             | 2000 AT97    | 4 tháng 1 năm 2000   | Socorro                            | LINEAR                   |
| 27286 Adedmondson   | 2000 AL111   | 5 tháng 1 năm 2000   | Socorro                            | LINEAR                   |
| 27287 Garbarino     | 2000 AC112   | 5 tháng 1 năm 2000   | Socorro                            | LINEAR                   |
| 27288 Paulgilmore   | 2000 AQ125   | 5 tháng 1 năm 2000   | Socorro                            | LINEAR                   |
| 27289 Myrahalpin    | 2000 AF126   | 5 tháng 1 năm 2000   | Socorro                            | LINEAR                   |
| 27290 -             | 2000 AM127   | 5 tháng 1 năm 2000   | Socorro                            | LINEAR                   |
| 27291 Greghansen    | 2000 AV129   | 5 tháng 1 năm 2000   | Socorro                            | LINEAR                   |
| 27292 -             | 2000 AC130   | 5 tháng 1 năm 2000   | Socorro                            | LINEAR                   |
| 27293 -             | 2000 AX136   | 4 tháng 1 năm 2000   | Socorro                            | LINEAR                   |
| 27294 -             | 2000 AT142   | 5 tháng 1 năm 2000   | Socorro                            | LINEAR                   |
| 27295 -             | 2000 AU143   | 5 tháng 1 năm 2000   | Socorro                            | LINEAR                   |
| 27296 Kathyhurd     | 2000 AO144   | 5 tháng 1 năm 2000   | Socorro                            | LINEAR                   |
| 27297 -             | 2000 AT144   | 5 tháng 1 năm 2000   | Socorro                            | LINEAR                   |
| 27298 -             | 2000 AD146   | 7 tháng 1 năm 2000   | Socorro                            | LINEAR                   |
| 27299 -             | 2000 AU160   | 3 tháng 1 năm 2000   | Socorro                            | LINEAR                   |
| 27300 -             | 2000 AA168   | 8 tháng 1 năm 2000   | Socorro                            | LINEAR                   |